# Natale Evola
Natale Giuseppe Evola, detto "Joe Diamond" (New York, 22 gennaio 1907 – New York, 28 agosto 1973), è stato un mafioso statunitense, uno dei più potenti mafiosi e trafficanti di eroina di New York dagli anni venti agli anni settanta.
Evola è stato il boss della famiglia Bonanno dal 1971 al 1973.

## Biografia

### I primi anni
Natale Evola nasce il 22 gennaio del 1907 a New York, nel quartiere di Bay Ridge a Brooklyn, da Filippo e Francesca Evola, due giovani emigrati siciliani di Castellammare del Golfo, in provincia di Trapani. Aveva due fratelli: Joseph e Paul, e due sorelle Anna e Mary. Alla metà degli anni venti, ancora giovanissimo, viene fatto "uomo d'onore" nella famiglia Castellammarese, dove si occupa principalmente di contrabbando di alcool e di altri racket. Nel 1931, il suo amico e nuovo capo della "famiglia", Joseph Bonanno, lo nomina "capodecina".

### Storia criminale
Nel corso della sua carriera criminale, Evola ebbe numerosi arresti sia dalla polizia di New York sia dall'FBI. I primi precedenti penali di Evola risalivano al 1930, ed includevano arresti per: coercizione, possesso di pistola, condanna federale per narcotici, cospirazione ed ostruzione alla giustizia. Dagli anni quaranta, Evola era uno dei principali trafficanti di eroina nella città di New York. Nel 1957 è uno dei delegati della famiglia Bonanno nella famosa Riunione di Apalachin, nello Stato di New York.

### Condanna per droga
Nel 1959 viene arrestato assieme ad altri mafiosi per traffico di eroina, e nel 1960 viene condannato a 5 anni di carcere e alla multa di 10.000 dollari. Oltre ad Evola gli arrestati delle varie "Famiglie" sono: Vito Genovese, Charles Barcellona, Charles Di Palermo, Joseph Di Palermo, Salvatore Santoro, Vincent Gigante, Daniel Lessa, Nicholas Lessa, Rocco Mazzie, Carmine Polizzano e Ralph Polizzano.

### Affari legali
Evola aveva numerose imprese e società legali come il: "Belmont Garment Delivery" e l'"Amity Garment Delivery", situati sulla 240' strada e sulla 37' strada a New York.

### Modus operandi
Così è descritto nel 1958, nei documenti ufficiali dell'FBI e del Narcotics Bureau: "Presente nel 1957 alla riunione di Appalachin, con altri leader mafiosi di New York. È uno dei principali trafficanti di narcotici, ed è attivo nel racket dei sindacati del lavoro al Garment Center, l'industria dell'abbigliamento di New York".

### Gli ultimi anni
Nel 1968, subito dopo la faida interna della "Famiglia", viene nominato "vicecapo", e nel 1971 diventa il nuovo boss dei Bonanno, carica che manterrà fino al 28 agosto del 1973, anno della sua morte avvenuta per cause naturali.

## Mafiosi associati
Evola aveva rapporti di affari e di alleanza con i seguenti mafiosi: 
- New York
  - Salvatore Santoro
  - Joseph Bonanno
  - Gaspar DiGregorio
  - Andimo Pappadia
  - James Plumeri
  - Cassandro Bonasera
  - John Ormento
  - Charles Barcellona
  - Joseph Di Palermo
  - Charles Di Palermo
  - Rocco Mazzie
- New Jersey
  - Vito Genovese
  - Joe Stracci
  - Joseph Notaro
- Sicilia
  - Giovanni Bonventre, ritiratosi in Sicilia nel 1956
  - Francesco Garofalo, ritiratosi in Sicilia nel 1956